# Neuville-sur-Brenne
Neuville-sur-Brenne és un municipi francès, situat al departament de l'Indre i Loira i a la regió de Centre – Vall del Loira. L'any 2007 tenia 694 habitants.

## Demografia

### Població
El 2007 la població de fet de Neuville-sur-Brenne era de 694 persones. Hi havia 252 famílies, de les quals 36 eren unipersonals (16 homes vivint sols i 20 dones vivint soles), 88 parelles sense fills, 120 parelles amb fills i 8 famílies monoparentals amb fills.
La població ha evolucionat segons el següent gràfic:
Habitants censats

### Habitatges
El 2007 hi havia 285 habitatges, 257 eren l'habitatge principal de la família, 18 eren segones residències i 10 estaven desocupats. Tots els 284 habitatges eren cases. Dels 257 habitatges principals, 225 estaven ocupats pels seus propietaris, 29 estaven llogats i ocupats pels llogaters i 3 estaven cedits a títol gratuït; 3 tenien una cambra, 8 en tenien dues, 33 en tenien tres, 80 en tenien quatre i 133 en tenien cinc o més. 192 habitatges disposaven pel capbaix d'una plaça de pàrquing. A 71 habitatges hi havia un automòbil i a 167 n'hi havia dos o més.

### Piràmide de població
La piràmide de població per edats i sexe el 2009 era:
| Homes | Edats   | Dones |
| ----- | ------- | ----- |
| 0     | 95 o +  | 0     |
| 0     | 90 a 94 | 0     |
| 4     | 85 a 89 | 0     |
| 4     | 80 a 84 | 0     |
| 8     | 75 a 79 | 16    |
| 12    | 70 a 74 | 8     |
| 4     | 65 a 69 | 12    |
| 16    | 60 a 64 | 20    |
| 8     | 55 a 59 | 0     |
| 36    | 50 a 54 | 16    |
| 28    | 45 a 49 | 56    |
| 32    | 40 a 44 | 16    |
| 20    | 35 a 39 | 20    |
| 16    | 30 a 34 | 24    |
| 12    | 25 a 29 | 4     |
| 24    | 20 a 24 | 12    |
| 32    | 15 a 19 | 52    |
| 24    | 10 a 14 | 20    |
| 28    | 5 a 9   | 16    |
| 8     | 0 a 4   | 16    |

## Economia
El 2007 la població en edat de treballar era de 442 persones, 355 eren actives i 87 eren inactives. De les 355 persones actives 338 estaven ocupades (189 homes i 149 dones) i 17 estaven aturades (5 homes i 12 dones). De les 87 persones inactives 30 estaven jubilades, 29 estaven estudiant i 28 estaven classificades com a «altres inactius».

### Ingressos
El 2009 a Neuville-sur-Brenne hi havia 299 unitats fiscals que integraven 823 persones, la mediana anual d'ingressos fiscals per persona era de 19.635 €.

### Activitats econòmiques
Dels 20  establiments que hi havia el 2007, 1 era d'una empresa de fabricació d'elements pel transport, 1 d'una empresa de fabricació d'altres productes industrials, 1 d'una empresa de construcció, 10 d'empreses de comerç i reparació d'automòbils, 1 d'una empresa d'informació i comunicació, 2 d'empreses financeres, 3 d'empreses de serveis i 1 d'una empresa classificada com a «altres activitats de serveis».
Dels 6 establiments de servei als particulars que hi havia el 2009, 1 era una funerària, 3 tallers de reparació d'automòbils i de material agrícola, 1 paleta i 1 guixaire pintor.
L'únic establiment comercial que hi havia el 2009 era una botiga de roba.
L'any 2000 a Neuville-sur-Brenne hi havia 10 explotacions agrícoles que ocupaven un total de 889 hectàrees.

## Equipaments sanitaris i escolars
El 2009 hi havia una escola elemental.

## Poblacions més properes
El següent diagrama mostra les poblacions més properes.